# 西門子電阻單位

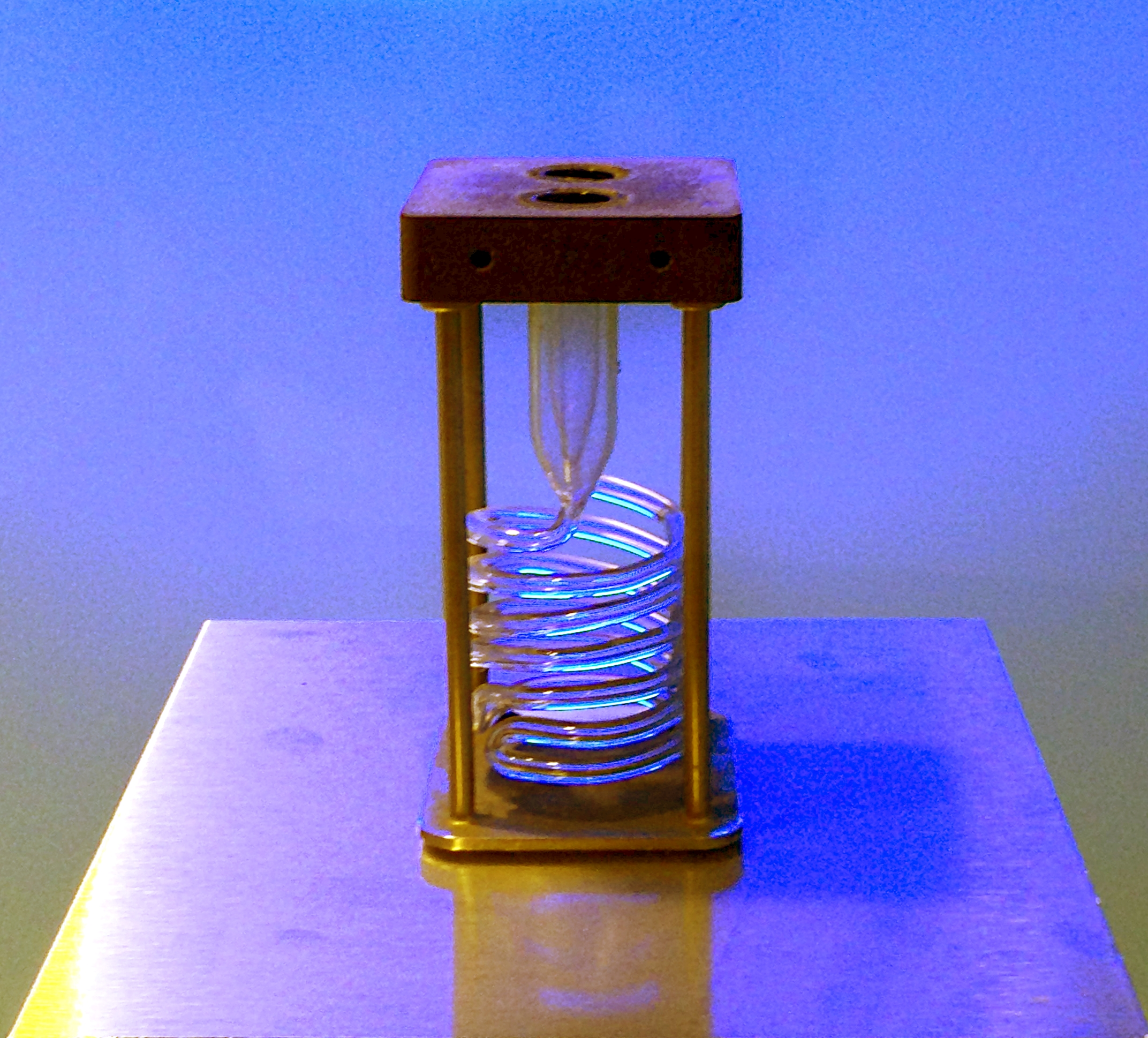
1860年一西門子電阻單位的電阻

西門子電阻單位（Siemens mercury unit）是一個已不再使用的電阻單位，是由德國物理學家維爾納·馮·西門子在1860年訂定，是用一公尺，截面積1mm2的汞柱，在攝氏零度下的電阻值為準，大約等於0.953歐姆。 
因為玻璃管各部份的直徑不會完全一樣，這會造成製作標準量測設備時的困難，有一個作法是製作多個玻璃管，量測這些各部份的直徑，再去除直徑差異最大的一個。此單位有時會以上述長度一米汞柱的重量來定義汞的量，而不直接定義長度。
1881年時公制中正式使用名稱類似的單位西門子作為電導單位，定義為電阻值（單位為歐姆）的倒數。西門子電阻單位在1884年廢止，不過在電信及電報產業中仍有使用，一直到第二次世界大戰才不再使用。

## 外部連結
- Units named after Siemens （页面存档备份，存于）